# Louise av Belgien (1858–1924)
Louise-Marie Amelie av Belgien född 18 februari 1858, död 1 mars 1924, var en belgisk prinsessa och memoarskrivare. Hon var dotter till kung Leopold II av Belgien och Maria Henrietta av Österrike.

## Biografi
Louise var före sitt äktenskap känd för sina påstådda kärleksaffärer, bland annat med tsar Ferdinand av Bulgarien (hennes framtida makes bror) och kronprins Rudolf av Österrike (hennes systers framtida make). Hon gifte sig i Bryssel 1875 med Philipp av Sachsen-Coburg-Gotha. Äktenskapet ogillades av fadern, som betraktade det som en ovälkommen allians med Preussen, men godkändes av modern då maken var bosatt i Ungern.
Relationen med Philipp var olycklig: även om han ska ha introducerat henne för pornografi, var han i andra avseenden beskriven som mycket auktoritär, och hon svarade med att leva ett livligt sällskapsliv vid hovet i Wien, där hon väckte mycket uppseende bland annat genom sina extravaganta, dyrbara kläder. Hon föreslog 1880 äktenskap mellan sin syster Stephanie och kronprins Rudolf.
År 1897 gjorde Louise skandal genom att rymma från maken till Paris tillsammans med Géza Mattachich (1868–1923), löjtnant vid Österrikes kroatiska regemente, som sedan två år varit hennes älskare. Hennes son bröt med henne då han var rädd för att hon genom sin rymning förstörde hans chanser till arv, och dottern lämnade henne på inrådan av sin trolovade.
År 1898 utspelade sig en duell mellan maken och älskaren i Wien; först med pistoler, sedan med svärd, i vilken maken blev skadad. Samtidigt hade hon hamnat i skuld, då hon inte fick några pengar av sin familj, och då älskaren upptäcktes ha förfalskat hennes syster Stephanies namnteckning blev hon placerad på mentalsjukhus medan hennes älskare sattes i fängelse. Han hjälpte henne att rymma från mentalsjukhuset år 1904, därefter levde paret tillsammans i Paris. Åtta år efter att Louise ansökt om skilsmässa blev hon år 1906 slutligen skild. Sina sista år tillbringade hon i Belgien, men dog utfattig i Wiesbaden.

## Barn
- Leopold av Sachsen-Coburg & Gotha (1878–1916)
- Dorothea (1881–1967); gift 1898 med Ernst Gunter av Holstein-Augustenburg (1863–1921)